# Stürmisch in Lieb’ und Tanz
Stürmisch in Lieb’ und Tanz ist eine Schnellpolka von Johann Strauss (Sohn) (op. 393). Das Werk wurde am 22. Februar 1881 im Sofienbad-Saal in Wien erstmals aufgeführt.

## Einzelnachweis
1. ↑  Quelle: Englische Version des Booklets (Seite 40) in der 52 CDs umfassenden Gesamtausgabe der Orchesterwerke von Johann Strauß (Sohn), Hrsg. Naxos (Label). Das Werk ist als zehnter Titel auf der 12. CD zu hören.